# 赫倫 (蒙大拿州桑德斯縣)
赫倫（英語：Heron）是位於美國蒙大拿州桑德斯縣的普查規定居民點。

## 歷史
赫倫的郵局自1884年設立，1888年關閉後又於1891年重啟，營運至今。

## 人口
根據2020年美國人口普查的數據，赫倫的面積為13.19平方千米，皆為陸地。當地共有人口173人，而人口密度為每平方千米13.12人。